# Brezje pri Tržiču
Brezje pri Tržiču je naselje u slovenskoj Općini Tržiču. Brezje pri Tržiču se nalazi u pokrajini Gorenjskoj i statističkoj regiji Gorenjskoj. 

## Stanovništvo
Prema popisu stanovništva iz 2002. godine naselje je imalo 361 stanovnika.